# لانده
شهر لاندان (به فرانسوی: Landen) در ناحیه اداری لوان  در استان فلومیش بربان  در منطقه فلاندری در کشور بلژیک واقع شده‌است.